# Li Auto L6
Li Auto L6 (спрощ.: 理想L6; піньїнь: Lǐxiǎng L6; досл.: «ideal L6») ― середньорозмірний кросовер китайської компанії Li Auto, запущений у виробництво в 2024 році. Є шостим автомобілем виробника і четвертою моделлю серії L, яка також включає L7, L8 і L9.

## Опис

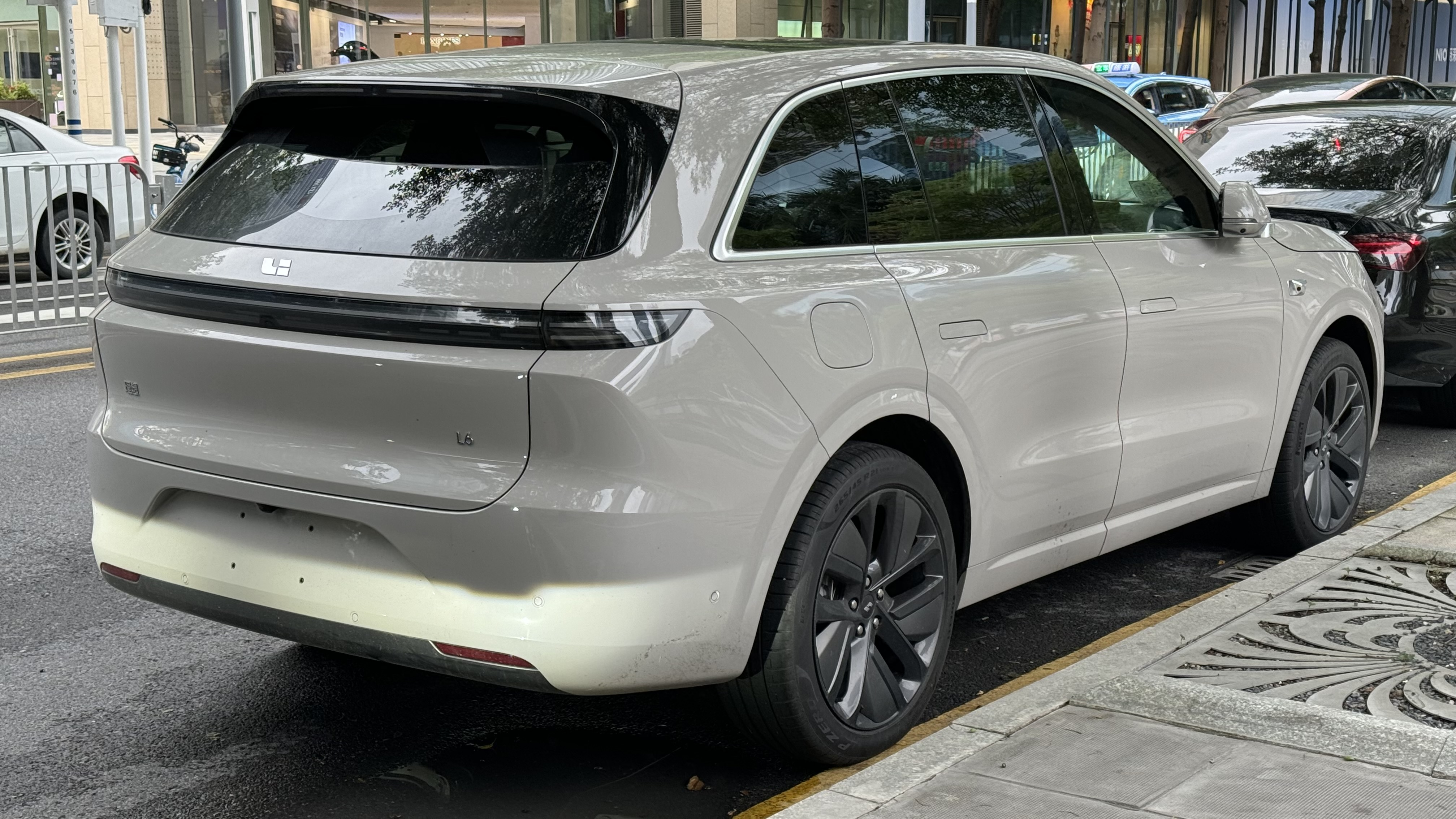
Li Auto L6

Li Auto L6 був представлений у квітні 2024 року. Він є третім гібридним кросовером, причому з укороченими кузовом та колісною базою. Довжина становить менше 5 метрів, а задня частина вигнута. Ціна становила 249 800 юанів.
Від інших моделей L6 відрізняється выштамповками на дверях, лінією даху та повітроводом спереду. Автомобіль забарвлюється в сірий, срібний, білий, чорний, зелений та світло-сірий кольори (слонова кістка). Розмір колісних дисків 20 та 21 дюйм.

## Технічні характеристики
Li Auto L6 оснащений 1,5-літровим бензиновим двигуном L2E15M з турбонаддувом потужністю 113 кВт (152 к.с.), який поєднується в парі з двома синхронними електродвигунами з постійними магнітами сумарною потужністю 330 кВт (440 к.с.). Місткість акумулятора 36,8 кВт·год.

## Продажі
| рік  | Китай   |
| ---- | ------- |
| 2024 | 192,257 |